# Jouet-sur-l’Aubois
Jouet-sur-l’Aubois ist eine französische Gemeinde mit 1.306 Einwohnern (Stand: 1. Januar 2022) im Département Cher in der Region Centre-Val de Loire; sie gehört zum Arrondissement Saint-Amand-Montrond und ist Teil des  Kantons La Guerche-sur-l’Aubois. Die Einwohner werden Jouettois genannt.

## Geographie

Blick aus der Luft auf Jouet-sur-l'Aubois

Jouet-sur-l’Aubois liegt etwa 45 Kilometer ostsüdöstlich von Bourges und etwa 13 Kilometer nordwestlich von Nevers am Aubois und am Canal latéral à la Loire. Die Loire begrenzt die Gemeinde im Osten. Umgeben wird Jouet-sur-l’Aubois von den Nachbargemeinden Marseilles-lès-Aubigny im Norden, Germigny-sur-Loire im Osten und Nordosten, Cours-les-Barres im Süden und Osten, Torteron im Süden sowie Menetou-Couture im Westen.

## Bevölkerungsentwicklung
| Jahr                      | 1962 | 1968 | 1975 | 1982 | 1990 | 1999 | 2006 | 2013 |
| Einwohner                 | 1644 | 1551 | 1616 | 1488 | 1395 | 1341 | 1521 | 1416 |
| Quelle: Cassini und INSEE |      |      |      |      |      |      |      |      |

## Sehenswürdigkeiten

Kirche Saint-Germain

- Kirche Saint-Germain